# 1-й парашютный корпус (вермахт)
1-й парашютный корпус (нем. I. Fallschirm-Korps) — создан в январе 1944 года в Италии.

## Боевое применение
Корпус воевал в Италии в 1944—1945 годах, как пехота.

## Состав корпуса
В мае 1944:
- 4-я парашютная дивизия
- 3-я пехотная дивизия
- 65-я пехотная дивизия

В ноябре 1944:
- 4-я парашютная дивизия
- 334-я пехотная дивизия
- 362-я пехотная дивизия

В апреле 1945:
- 26-я танковая дивизия
- 1-я парашютная дивизия
- 4-я парашютная дивизия
- 278-я пехотная дивизия
- 305-я пехотная дивизия

## Командующие корпусом
- Генерал авиации Альфред Шлемм (с января 1944)
- Генерал-лейтенант Рихард Хайдрих (с ноября 1944)
- Генерал-лейтенант Хельмут Бёльке (с января 1945)